# Schieß-Europameisterschaften Flinte 2023
Die 53. Schieß-Europameisterschaften Flinte 2023, fanden vom 8. bis 27. September 2023 in Osijek, Kroatien für Flinten-Wettbewerbe statt. Es nahmen 415 Athletinnen, Athleten, Juniorinnen und Junioren aus 41 Ländern teil.

## Ergebnisse

### Erwachsene

#### Männer
| Wettbewerb       | Gold                                                          | Gold | Silber                                             | Silber | Bronze                                                      | Bronze |
| ---------------- | ------------------------------------------------------------- | ---- | -------------------------------------------------- | ------ | ----------------------------------------------------------- | ------ |
| Skeet            | Charalambos Chalkiadakis                                      | –    | Marlon Attard                                      | –      | Tammaro Cassandro                                           | –      |
| Skeet Mannschaft | ItalienTammaro Cassandro Elia Sdruccioli Gabriele Rossetti    | –    | TschechienRadek Prokop Jakub Tomeček Tomáš Nýdrle  | –      | DeutschlandSven Korte Christopher Honkomp Vincent Haaga     | –      |
| Trap             | Giovanni Cernogoraz                                           | –    | Mauro De Filippis                                  | –      | Sebastien Guerrero                                          | –      |
| Trap Mannschaft  | Vereinigtes KönigreichAaron Heading Steven Scott Nathan Hales | –    | TschechienJiří Lipták Jan Palacký David Kostelecký | –      | ItalienMauro De Filippis Massimo Fabbrizi Giovanni Pellielo | –      |

#### Frauen
| Wettbewerb       | Gold                                                       | Gold | Silber                                                     | Silber | Bronze                                                               | Bronze |
| ---------------- | ---------------------------------------------------------- | ---- | ---------------------------------------------------------- | ------ | -------------------------------------------------------------------- | ------ |
| Skeet            | Danka Barteková                                            | –    | Diana Bacosi                                               | –      | Amber Rutter                                                         | –      |
| Skeet Mannschaft | ItalienDiana Bacosi Martina Bartolomei Simona Scocchetti   | –    | SlowakeiVanesa Hocková Monika Štibravá Lucia Kopčanová     | –      | Vereinigtes KönigreichAlexandra Skeggs Emily Jane Hibbs Amber Rutter | –      |
| Trap             | Maria Coelho de Barros                                     | –    | Silvana Stanco                                             | –      | Fátima Gálvez                                                        | –      |
| Trap Mannschaft  | FinnlandSatu Mäkelä-Nummela Noora Antikainen Mopsi Veromaa | –    | SlowakeiNikola Molnárová Jana Špotáková Zuzana Štefečeková | –      | ItalienJessica Rossi Maria Lucia Palmitessa Silvana Stanco           | –      |

#### Mixed
| Wettbewerb | Gold                           | Gold | Silber                        | Silber | Bronze                         | Bronze |
| ---------- | ------------------------------ | ---- | ----------------------------- | ------ | ------------------------------ | ------ |
| Skeet      | Ben Llewellin Amber Rutter     | –    | Tomáš Nýdrle Martina Kučerová | –      | Tammaro Cassandro Diana Bacosi | –      |
| Trap       | Massimo Fabbrizi Jessica Rossi | –    | Erik Varga Zuzana Štefečeková | –      | Nathan Hales Lucy Hall         | –      |

### Juniorinnen und Junioren

#### Junioren
| Wettbewerb       | Gold                                                    | Gold | Silber                                                                   | Silber | Bronze                                               | Bronze |
| ---------------- | ------------------------------------------------------- | ---- | ------------------------------------------------------------------------ | ------ | ---------------------------------------------------- | ------ |
| Skeet            | Panagiotis Gerochristos                                 | –    | Andreas Pontikis                                                         | –      | Andrea Galardini                                     | –      |
| Skeet Mannschaft | ItalienMarco Coco Francesco Bernardini Andrea Galardini | –    | FinnlandLassi Kauppinen Eino Peltomaeki Ukko-Pekka Maekinen              | –      | DeutschlandLinus Wienker Tim Krause Luis Lange       | –      |
| Trap             | Francesco-Alessandro Tiganescu                          | –    | Adrian Lopez Diaz                                                        | –      | Emanuele Iezzi                                       | –      |
| Trap Mannschaft  | ItalienMatteo Dambrosi Valentino Curti Emanuele Iezzi   | –    | SpanienAdrian Lopez Diaz Jon Lecanda Alcibar Daniel Fernández de Vicente | –      | TürkeiHuseyin Ozmen Erdogan Akkaya Suleyman Guvercin | –      |

#### Juniorinnen
| Wettbewerb       | Gold                                                          | Gold | Silber                                                       | Silber | Bronze                                                                                   | Bronze |
| ---------------- | ------------------------------------------------------------- | ---- | ------------------------------------------------------------ | ------ | ---------------------------------------------------------------------------------------- | ------ |
| Skeet            | Elizaveta Boiarshinova                                        | –    | Miroslava Hocková                                            | –      | Madeleine Zarina Russell                                                                 | –      |
| Skeet Mannschaft | ItalienDamiana Paolacci Viola Picciolli Sara Bongini          | –    | SlowakeiAdela Supeková Adriána Zajíčkov Miroslava Hocková    | –      | Vereinigtes KönigreichPhoebe Grace Bodley-Scott Sophie Herrmann Madeleine Zarina Russell | –      |
| Trap             | Noelia Pontes Villarrubia                                     | –    | Zina Hrdličková                                              | –      | Sofia Littame                                                                            | –      |
| Trap Mannschaft  | ItalienSofia Littame Maria Teresa Maccioni Giorgia Lenticchia | –    | TschechienZina Hrdličková Tereza Zavisková Martina Matějková | –      | Vereinigtes KönigreichMadeleine Louise Purser Tegan Hart Leah Southall                   | –      |

#### Mixed
| Wettbewerb | Gold                               | Gold | Silber                             | Silber | Bronze                                                | Bronze |
| ---------- | ---------------------------------- | ---- | ---------------------------------- | ------ | ----------------------------------------------------- | ------ |
| Skeet      | Andrea Galardini Sara Bongini      | –    | Ivan Ragulia Valeriia Bartysheva   | –      | Ladislav Nemeth Miroslava Hocková                     | –      |
| Trap       | Valentino Curti Giorgia Lenticchia | –    | Jacub Kostelecky Martina Matějková | –      | Daniel Fernández de Vicente Noelia Pontes Villarrubia | –      |

## Medaillenspiegel
| Platz  | Land                   | Gold | Silber | Bronze | Gesamt |
| ------ | ---------------------- | ---- | ------ | ------ | ------ |
| 01     | Italien                | 9    | 3      | 7      | 19     |
| 02     | Vereinigtes Königreich | 2    | —      | 6      | 8      |
| 03     | Griechenland           | 2    | —      | —      | 2      |
| 04     | Slowakei               | 1    | 5      | 1      | 7      |
| 05     | Spanien                | 1    | 2      | 2      | 5      |
| 06     | Finnland               | 1    | 1      | —      | 2      |
| 07     | Kroatien               | 1    | —      | —      | 1      |
| 07     | Rumänien               | 1    | —      | —      | 1      |
| 07     | Portugal               | 1    | —      | —      | 1      |
| 10     | Tschechien             | —    | 6      | —      | 6      |
| 11     | Malta                  | —    | 1      | —      | 1      |
| 11     | Zypern                 | —    | 1      | —      | 1      |
| 11     | Ukraine                | —    | 1      | —      | 1      |
| 14     | Deutschland            | —    | —      | 2      | 2      |
| 15     | Frankreich             | —    | —      | 1      | 1      |
| 15     | Türkei                 | —    | —      | 1      | 1      |
| Gesamt | Gesamt                 | 20   | 20     | 20     | 60     |